# Championnat de France féminin de rugby à XV 2015-2016
Navigation
Élite 1 Top 8 2014-2015 Élite 1 Top 8 2016-2017
Le championnat de France féminin de rugby à XV 2015-2016 ou Élite 1 Top 8 2015-2016 est la quarante-cinquième édition du championnat de France féminin de rugby à XV. Elle oppose les huit meilleures équipes féminines de rugby à XV françaises.

Le championnat voit le Lille MRC villeneuvois sacré champion de France de rugby à XV le samedi 21 mai 2016 en remportant la finale face au Montpellier RC sur le score de 18 à 7, remportant ainsi le titre pour la première fois de son histoire.

## Formule
Ce championnat débute par une phase préliminaire regroupant dans une poule 8 équipes qui se rencontrent en aller-retour (14 matches). À l'issue de cette phase, les équipes classées aux quatre premières places sont qualifiées pour les demi-finales tandis que le huitième jouera un barrage de maintien contre le vainqueur de l'Élite 2 Armelle Auclair.

À noter qu'à partir de cette saison, les demi-finales se jouent en matchs aller-retour, l'équipe la moins bien classée recevant à l'aller.

## Participants
Le Montpellier RC est le tenant du titre, le Lille MRCV est le finaliste de l'édition précédente. Blagnac Saint-Orens rugby féminin, l'Ovalie caennaise, l'USAP XV Féminin et le Montpellier RC ont déjà remporté le championnat. 
| \| Saint-Orens Bobigny Caen Lille Montpellier Perpignan Rennes Toulouse \| Localisation des clubs (2015-2016) |
| Saint-Orens Bobigny Caen Lille Montpellier Perpignan Rennes Toulouse                                          |